# Bernard Petitbois
Bernard Petitbois (* 19. Juli 1954 in Tananarive, Französisch Madagaskar) ist ein ehemaliger französischer Leichtathlet, der sich auf den Sprint spezialisiert hat.

## Sportliche Laufbahn
Erste internationale Erfahrungen sammelte Bernard Petitbois vermutlich im Jahr 1976, als er bei den Halleneuropameisterschaften in München mit 6,86 s im Halbfinale im 60-Meter-Lauf ausschied. 1978 belegte er bei den Halleneuropameisterschaften in Mailand in 6,84 s den sechsten Platz und im Jahr darauf gewann er bei den Mittelmeerspielen in Split in 21,02 s die Silbermedaille im 200-Meter-Lauf hinter dem Italiener Luciano Caravani. Zudem gewann er dort auch mit der französischen 4-mal-100-Meter-Staffel in 39,98 s die Silbermedaille hinter dem italienischen Team. 1980 nahm er an den Olympischen Sommerspielen in Moskau teil und schied dort mit 21,32 s im Viertelfinale über 200 Meter aus. 1982 gewann er bei den Halleneuropameisterschaften in Mailand in 6,66 s die Bronzemedaille über 60 Meter hinter dem Polen Marian Woronin und Walentin Atanassow aus Bulgarien. Im September belegte er dann bei den Freiluft-Europameisterschaften in Athen in 10,50 s den siebten Platz im 100-Meter-Lauf und gelangte auch mit der Staffel mit 39,22 s auf Rang sieben. Um 1984 beendete er seine aktive sportliche Karriere.
1976 wurde Petitbois französischer Hallenmeister im 60-Meter-Lauf.

## Persönliche Bestleistungen
- 100 Meter: 10,40 s (−0,1 m/s), 27. Mai 1978 in Viry-Châtillon
  - 60 Meter (Halle): 6,63 s, 6. März 1982 in Mailand
- 200 Meter: 20,82 s, 6. Mai 1979 in Les Abymes